# Fiebre del valle del Rift

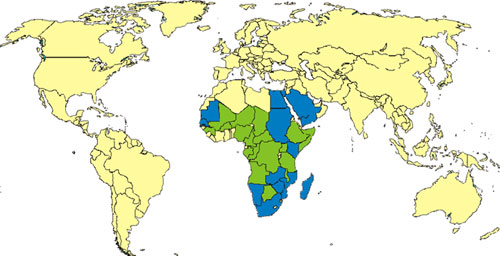
Distribución de la fiebre del valle del Rift en África. En azul aparecen los países con incidencia endémica de la enfermedad y brotes sustanciales de RVF; en verde, los países en los que se conocen algunos casos de aislamiento periódico del virus o evidencia serológica del RVF.

La fiebre del valle del Rift (RVF, por sus siglas en inglés) es una zoonosis viral que afecta principalmente a ganado doméstico, pero que puede infectar a seres humanos, causando fiebre. Se propaga por la picadura de mosquitos infectados. La enfermedad es causada por el virus de la fiebre del valle del Rift, un miembro del género Phlebovirus (familia Phenuiviridae). La enfermedad fue por primera vez documentada en ganado en Kenia alrededor de 1915, pero el virus no fue aislado hasta 1931. El brote infeccioso se extendió a lo largo de la África subsahariana. También se sucedieron brotes en otros lugares menos frecuentemente aunque algunas de manera severa, como en Egipto entre 1977 y 1978, donde tuvo como resultado varios millones de personas infectadas y miles de muertos durante la epidemia. En Kenia, en 1998, el virus segó la vida de más de 400 kenianos. En septiembre de 2000, un brote infeccioso fue confirmado en Arabia Saudí y en Yemen.
En los seres humanos, el virus puede causar varios síntomas diferentes. Usualmente, las personas infectadas o bien no muestran síntomas o bien presentan solamente un pequeño malestar con fiebre, dolor de cabeza, mialgia y anormalidades hepáticas. En un pequeño porcentaje de casos (menor al 2%), el malestar puede progresar a un síndrome de fiebre hemorrágica viral, meningoencefalitis (inflamación del cerebro) o afecciones de la vista. Los pacientes que caen enfermos usualmente experimentan fiebre, debilidad generalizada, dolor de espalda, mareos y pérdida de peso al comienzo de la enfermedad. Normalmente, los pacientes se recuperan a los 2 a 7 días de haber iniciado la enfermedad. 
Aproximadamente, el 1% de las personas infectadas murieron a causa de la enfermedad. Entre el ganado, la tasa de mortalidad es significativamente mayor. En ganado preñado infectado con RVF se presentaron casos de aborto de casi el 100% de los fetos. Una epizoonosis (epidemia de enfermedad animal) de RVF es usualmente indicada en primer lugar por una ola de abortos inexplicables.

## Vacuna animal
Se han creado varias vacunas animales para protegerlos contra la infección de la RVF. La primera vacuna en ser desarrollada fue una vacuna viva. Cuando fue administrada a un ratón, los resultados fueron prometedores, pues esta vacuna proveía una inmunidad de tres años. Sin embargo, se encontró un problema: la administración a ovejas preñadas en muchas ocasiones llevaba al aborto. Desde entonces, se han desarrollado vacunas atenuadas. Aunque sirven a su propósito y no causan efectos adversos, esto fue solo logrado tras múltiples inoculaciones. El hecho de que se requieran múltiples dosis podría convertirse en un problema, especialmente, en áreas donde la RVF es endémica.

## Brotes infecciosos en Kenia y Somalia de 2006-2007
En noviembre de 2006, un brote de fiebre del valle del Rift ocurrió en Kenia. Las víctimas provenían de la provincia del Noreste y de la provincia Costera de Kenia que había soportado fuertes lluvias en meses recientes, causando inundaciones y creando focos de mosquitos que propagaban el virus de la RVF del ganado infectado a los seres humanos.
Para el 7 de enero de 2007, alrededor de 87 personas habían muerto y otras 183 estaban infectadas. El brote forzó la clausura de mercados de ganado en la Provincia del Noreste, afectando la economía de la región.
El brote infeccioso era posteriormente reportado de haberse trasladado a Maragua y Kirinyaga, distritos de la provincia Central de Kenia. El 20 de enero de 2007, la epidemia cruzó la frontera a Somalia y mató a 14 personas en  la región de Jubbada Hoose. Para el 23 de enero, algunos casos empezaron a aparecer en Nairobi, la capital de Kenia. Un gran número de negocios estaban supuestamente sufriendo grandes pérdidas debido a que los clientes evitaban la carne común para el popular Nyama Choma (carne asada), pues se creía que transmitía la fiebre.
En diciembre de 2006 y nuevamente en enero de 2007, la Acción de Salud Internacional de Taiwán (TaiwanIHA) empezó a operar misiones en Kenia que consistía en expertos médicos y personal de sanidad, incluyendo donaciones de suministros, como aerosoles contra mosquitos. El Centro de Control de Enfermedades de los Estados Unidos también envió una misión de asistencia y laboratorio a Kenia. 
Para finales de enero de 2007, unas 148 personas habían muerto desde el brote infeccioso iniciado en diciembre de 2006. El 14 de marzo de 2007, el gobierno de Kenia declaró que la RVF había disminuido drásticamente después de gastar un estimado de 2,5 millones de dólares en vacunas y costos de despliegue, también dejó la prohibición de movimiento de ganado en las áreas afectadas.
El 2 de noviembre de 2007, 125 casos se habían reportado en más de diez localidades de los estados de White Nile, Sinnar y Gezira en Sudán, de los cuales 60 resultaron en muertes. Los adultos jóvenes varones son predominantemente afectados. Más de 25 muestras humanas han sido encontradas positivas para RVF.